# マフディー戦争
マフディー戦争（マフディーせんそう、英語：Mahdist War）は、19世紀末に行われた植民地戦争である。スーダンのマフディー教徒とエジプト、後にイギリス軍が戦った。これはマフディーの反乱とも呼ばれ、イギリスでは自国が戦った局面を指してスーダン戦役とも呼ばれる。

## マフディーの反乱
1819年のムハンマド・アリーの侵略以降、スーダンはエジプトによって支配されていた（「トルコ人の支配」という意味でトゥルキヤと呼ぶ）。この植民地体制はエジプトによる重税と奴隷交易の禁止のためにスーダンの人々に憎まれていた。1870年代、モスリムのシャイフ（師匠） のムハンマド・アフマドは信仰の革新と国土の解放を伝道して、多くの信者を従えていた。やがて彼らはエジプトに対して反乱を起こす。
1881年6月19日、ムハンマド・アフマドは自らを「マフディー」すなわちイスラム世界での「約束された救世主」であると宣言した。当時のスーダン総督ムハンマド・ラウーフ・パシャは彼を逮捕するために二個部隊を機関銃1丁とともに派遣した。部隊の隊長たちには、もしもムハンマド・アフマドを捕えれば昇進させるとの約束がなされていた。二つの部隊は蒸気船に乗ってナイル川を遡上してアバ島に到着、おのおの異なる方向からマフディーの村へ向かった。8月17日夜、二つの部隊は同時に到着するが、闇夜の中で誤って同士討ちを始めてしまう。貧弱な武装のマフディーの信者たちが攻撃をかけて代わる代わるこれを撃破した。
その後、マフディーは首都があるハルツームから遠く離れたコルドファンへの戦略的後退を始める。これは預言者ムハンマドの故事ヒジュラ（「避難」）を模倣した 勝利の行進として言い表され、マフディーが唱える「トルコの圧政者」に対するジハード（聖戦）への多くのアラブ部族からの支持をかき立てた。ファショダから派遣されたエジプトの遠征部隊は12月9日の夜に待ち伏せを受けて虐殺されている。
反乱の拡大を憂慮したエジプトのスーダン行政府は、ユセフ・パシャの指揮下に4000人の兵士を集めた。エジプト軍はマフディー軍の集結地に向かった。マフディー軍はみすぼらしい服装で、半ば飢え、棒と石しか持っていなかった。しかし、自信過剰になったエジプト軍はマフディー軍の前で歩哨も立てずに夜営する愚行を犯してしまう。1882年6月7日、マフディー軍は攻撃をかけ、エジプト軍を殲滅した。反乱軍は大量の武器と弾薬、軍服その他の補給品を鹵獲した。

## ヒックスの遠征
この頃、エジプト政府は英国の強い統制の下にあり、ヨーロッパ列強はスーダンでの騒動について次第に警戒するようになった。そうした本国の情勢をうけ、エジプト政府内部にあった英国顧問団は更なる部隊の派遣を黙認した。1883年夏、エジプト軍はハルツームに集結し、最終的にその兵力は歩兵7000、騎兵1000、機関銃20と大砲数門に達した。この部隊はインドで勤務した英陸軍退役将校のウィリアム・ヒックス（ヒックス・パシャ）と12人のヨーロッパ人将校が指揮を執っている。ウィンストン・チャーチルはこの部隊を「おそらく、戦争に臨んだ最悪の軍隊である」と述べている。給与は支払われず、訓練はなされず、そして兵士たちは上官よりも敵に対して仲間意識があった。
遠征軍がハルツームを出発した時には、ヒックスが救援しようとしていたオベイドは既に陥落しており、成功の確信はなかったがヒックスは進軍を続けた。遠征軍が近づいていた時、マフディーは40,000人の軍隊を集め、彼らに以前の戦いで敵から鹵獲した兵器を装備させ、厳しい軍事訓練を施していた。1883年11月5日にヒックスの遠征軍と衝突したとき、マフディー軍は信頼しうる軍隊になっており、エル・オベイドの戦いで敵を全滅させた。

## 避難
この頃、大英帝国はエジプト政府の活動に深く関わるようになっていた。エジプトはヨーロッパ各国からの莫大な負債の返済に苦しんでいた。エジプトはこれ以上のヨーロッパの債権者からの干渉を避けるために利子を毎回期日通りに支払うよう保証せねばならなかった。この目的のために、汚職と官僚主義にまみれていたエジプト財務省はほとんど完全に英国人「財政顧問」の支配下に置かれるようになり、財政顧問は財政政策に関するほとんどすべての事項に拒否権を有していた。財政顧問の地位にある者（最初はオークランド・コルビン、後にサー・エドガー・ビンセント）はエジプトの財政に関して最大限の節減を行うよう指導していた。スーダン駐留軍の維持はエジプト政府にとって毎年10万エジプト・ポンドの負担となっており 、これは維持できない支出だった。
英国の会計監査官のある種の強制により、エジプト政府はスーダンから撤退して、この地を何らかの形の自治政府（おそらくマフディー）に委ねることに決定した。だが、スーダン全土に駐留しているエジプト軍を整然と撤収させることは困難なことだった。エジプト政府は英国人士官をスーダンに派遣して駐留軍の撤退を調整させるよう要請した。マフディー軍は英国市民を攻撃することは大きなリスクとなると判断するので、撤退は無事に済むであろうという期待があった。

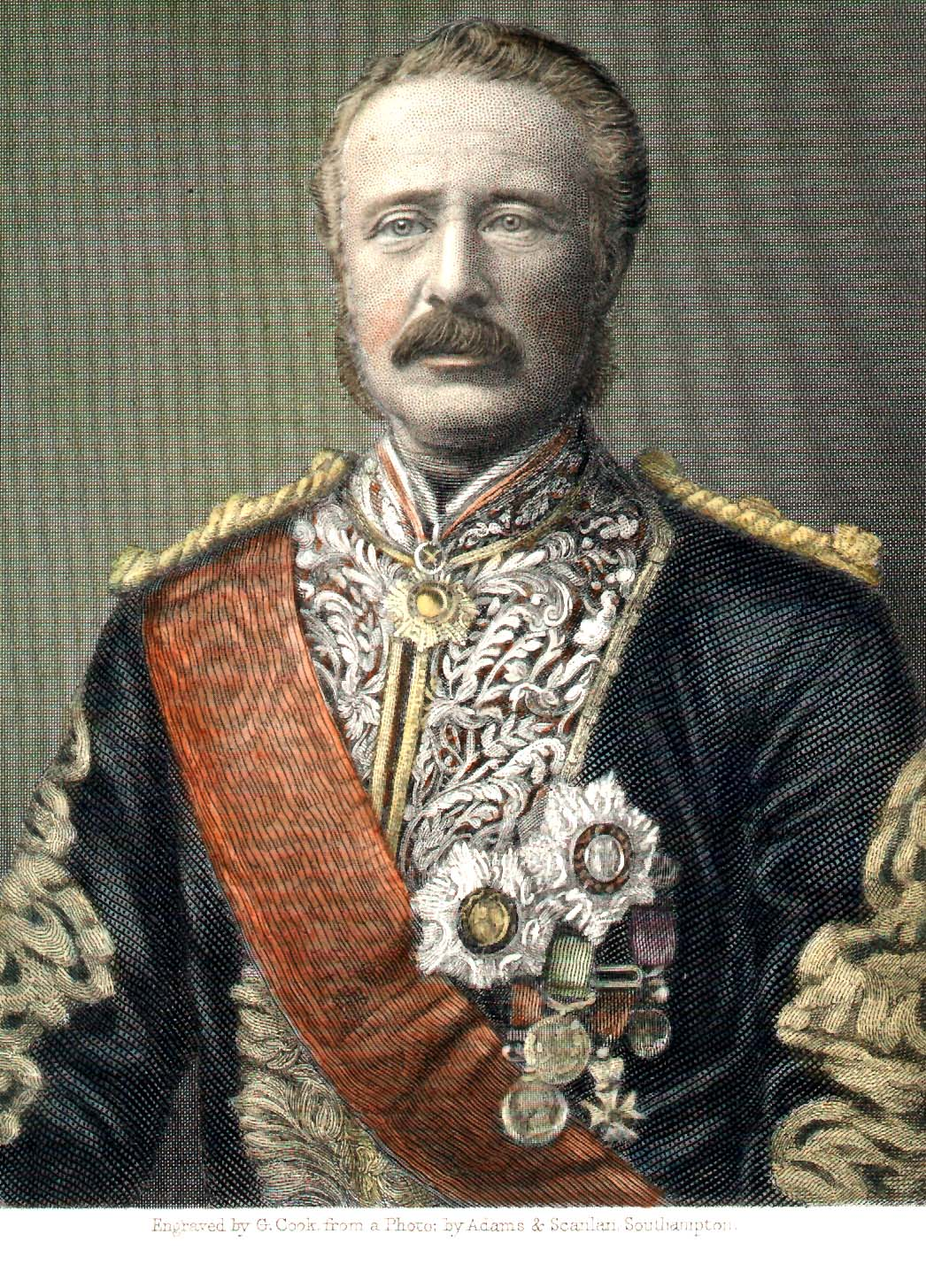
チャールズ・ゴードン

チャールズ・“チャイニーズ”・ゴードンの派遣が提案された。ゴードンは極東での幾つかの戦役、特に中国での戦争（アロー戦争）で活躍した非常に才能のある軍人だった。しかしながら、彼は好戦性と個人的な名誉心について融通が利かないことでも知られていた 。その為、幾人かのエジプトにおける英国人の高級官僚達は彼はこの任務に向かないと見ていた。とりわけ、駐エジプト英国総領事のエブリン・ベアリング（後のクローマー伯）はゴードンの任命を強く反対していたが、本国の新聞や公衆の圧力によってしぶしぶ認めざるを得なくなった。結局、ゴードンがこの任に就いたが、より分別があり、信頼できるジョン・ステュアート大佐が同行することになった。スチュアートがゴードンのブレーキ役となり、スーダンから迅速かつ安全に避難することが意図されていた。
ゴードンは1月18日にイングランドを発ち、24日の夕刻にカイロに到着した。ゴードンはスーダンを去るエジプトの意図についてのヘディーブ（エジプト総督）からの宣言を含む彼自身の命令の起草について大きな責任があった。ゴードンの命令は、彼自身の要請により、非常に明白であり、誤解する余地がほとんどなかった。
ゴードンは2月18日にハルツームに到着し、即座に任務の困難さを思い知らされた。エジプトの駐留軍はスーダン全土に広く散在しており、三か所（セナル、トカル、シンカト）は包囲されており、その間の土地のほとんどはマフディーに支配されていた。もしも、駐留軍が市外に出た場合、たとえ明白に撤収する意図があったとしても、彼らがマフディー軍に寸断されない保証はどこにもなかった。
ハルツームのエジプト人とヨーロッパ人の人口は他の駐留地全てを合わせたよりも多く、7000人のエジプト兵、27,000人の市民 そして幾つかの大使館の要員がいた。現実的な方策はハルツーム守備隊の安全を優先して、遠隔地の要塞と部隊を見捨てることであったであろうけれども、ゴードンは如何なるエジプトの兵士たちでもマフディーに委ねることは彼の名誉に対する侮辱であると感じ、「ナイルを下ることを望む全ての者にチャンスは与えられる」 とまでスーダンを離れることを拒むようになった。彼はまた、マフディーによるスーダンの支配を認めることにより、彼らがエジプトにおいてトラブルを引き起こす可能性に恐れを抱くようになり、この地域の安定を確保するために必要ならばマフディーは英国軍によって「打ちのめされ」なければならないという確信を持つようになった。ゴードンが故意に戦略的に分別があるより長くハルツームに留まり、包囲されることを意図していたかどうかは議論がある。
マフディーの意図か否かは不明だが、1884年3月にスーダン北方の部族たち（以前はエジプト行政府に対して同情的または中立だった）はマフディーの支持に付いた。3月15日にハルツームとカイロの間の電信線が切られ、外界との連絡が断ち切られた。

## ハルツーム包囲

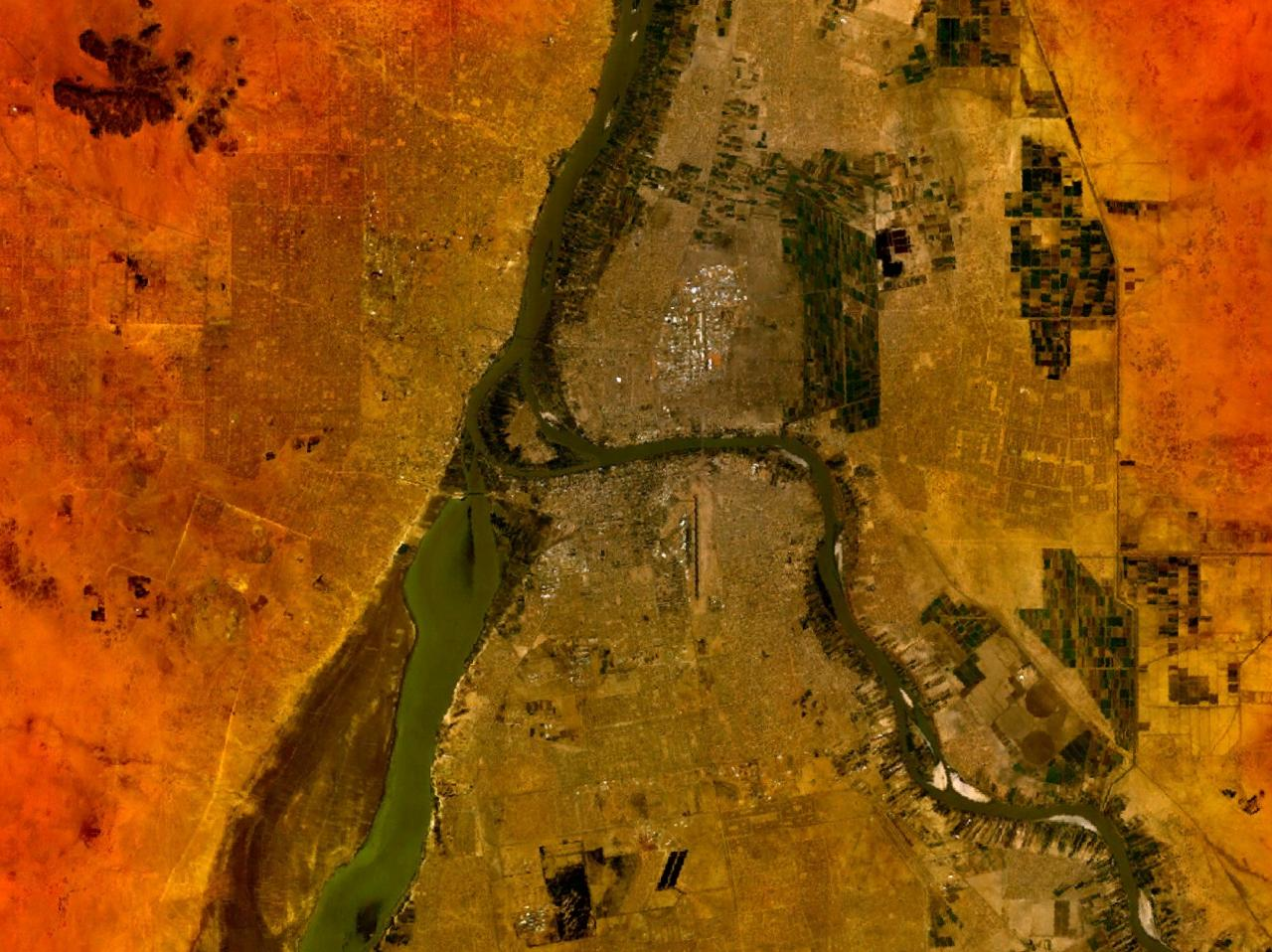
ナイル川の合流点の航空写真。ハルツームは二つの川の間にあり、オムドゥルマンは西岸のやや下流にある。

ゴードンが籠城したハルツームは非常に堅固だった。市の北方と東方は青ナイル川であり、西方は白ナイル川、そして南方には古代の要塞があり広大な砂漠が広がっていた。ゴードンには6カ月分の食糧があり、数百万発の弾薬の備蓄 と週に5万発の自製ができ、7000人のエジプト兵を有していた。しかしながら、市外にはマフディーが約50,000人のダルヴィーシュ（マフディー軍の兵士）を集結させ、時が経つにつれて突破できるチャンスはわずかとなっていった。
結局、英軍の救援なしにゴードンが助かる見込みはなくなり、英国は世論に押されてサー・ガーネット・ウルズリー将軍指揮の遠征軍が派遣された。
だが、冬季に白ナイルの水位が下がり、城壁基部に泥の「砂浜」が露わになる。城内には飢餓とコレラが広まり、エジプト兵の士気はひどく低下し、ゴードンは持ちこたえられなくなり、1885年1月25日、313日の包囲戦の末にハルツームは陥落した。
ウルズリーの救援軍はアブクレアの戦いでマフディー軍を撃破したが、救援軍がハルツームをその目で見た時には既に手遅れだった。町は二日前に陥落し、ゴードンと守備隊は虐殺されてしまっていた。この出来事によって、英国とエジプトのスーダンへの関与は一時的に終わり、スーダンは完全にマフディーが支配するものとなる。

## マフディーの支配
この勝利からほどなくムハンマド・アフマドは死去し、無慈悲だが有能なアブダッラーヒ・イブン・ムハンマドが後継者（ハリーファ）となり、マフディー国家を支配した。
マフディー国家はイスラム法（シャリーヤ）を元に統治を行い、13年間スーダンを支配した。聖戦（ジハード）は続けられエチオピア帝国に侵攻し、1889年3月のガラバットの戦いで皇帝ヨハンネス4世を戦死させた。8月にはエジプトに侵入して英・エジプト軍に敗れている。1893年にはベルギー、イタリアとも交戦。戦争により重税が課せられ、民衆の不満は高まった。

## 英国の帰還

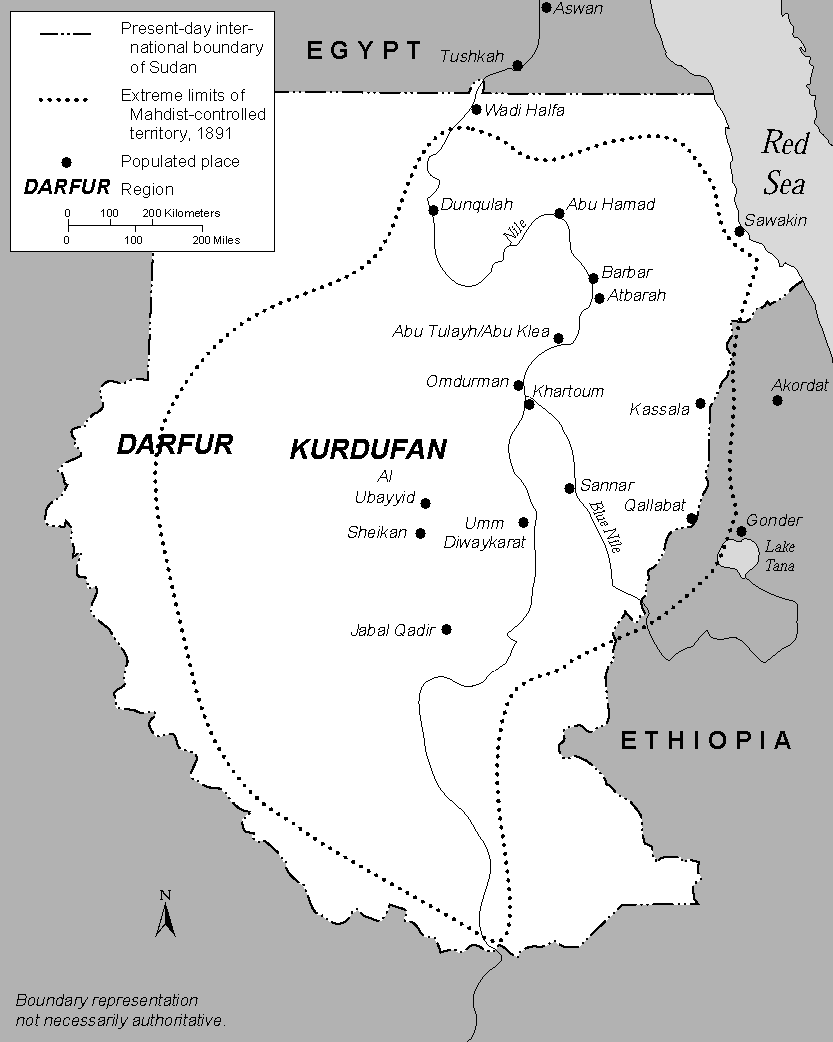
現代スーダンの国境内に示されたマフディー国家の最大領土

この間、エジプトはスーダンに対する領有主張を放棄しておらず、英国政府もこれを合法的なものであると考えていた。英国の厳しい監督のもと、エジプトの経済は再建され、英軍の将校と下士官によって指揮訓練されたエジプト軍も改善されていた。経済的にも軍事的にもエジプトによるスーダン再征服の状況は整いつつあった。
1891年、ジョゼフ・オワルダー神父がスーダンから逃れてきた。1895年にはダルフール長官だったルドルフ・カール・フォン・スラーティンがハリーファの刑務所から脱走した。二人はマフディーの状況に関する重要な情報とともに、スーダンでの経験に関する詳細な報告を著わしている。スーダン再征服の提案者であるレジナルド・ウィンゲートの協力で書かれたこれらの著作はマフディーの凶暴性と野蛮を強調しており、英国での広範な報道を通して軍事介入に対する世論への影響に役立った。
1896年、イタリアはアドワの戦いでエチオピアに大敗を喫し、東アフリカにおけるイタリアの立場は弱体化した。マフディーがイタリア領エリトリア国境のカッサラを脅かしたことにより、英国政府はイタリアを支援することを決めて北スーダンで示威運動を行った。これはフランスの上ナイル進出と同時期に起こった。保守党と統一党の連立政権による攻撃の決定を受けて、クローマー伯は示威行動から完全に準備が整った侵略へと拡大させた。
イギリス・エジプト軍司令官（サーダー）ホレイショ・キッチナーは3月12日に進軍命令を受け、18日にスーダンに入った。キッチナーの部隊は11,000人で、マキシム機関銃、最新の火砲を含む当時最新の兵器を装備し、河川砲艦の小艦隊に支援されていた。彼らの進攻はゆっくりと入念で、野営陣地を築きつつ進むとともに、ワジハルファからスーダン領内に補給のための鉄道を敷設した。このため、この戦役における最初の本格的な衝突は6月7日となった。キッチナーは9,000人の兵力を率いてファーケイのマフディー軍守備隊を駆逐した。
1898年、アフリカ分割を背景に英国はエジプトのスーダン領有を再主張した。キッチナーに率いられた遠征軍がエジプトで編成された。遠征軍は英兵8,200人、英人将校に率いられたエジプト兵とスーダン兵17,600人から成っていた。彼らの前進を支援するためエジプトからの鉄道が敷設された。マフディー軍（しばしばダルヴィーシュと呼ばれる）はより大軍で60,000人を数えたが、近代兵器を欠いていた。
1898年4月にアトバラの戦いでマフディー軍を撃破し、英・エジプト軍はマフディーの首都オムドゥルマンに達した。マフディーの大軍が攻撃をかけて来たが、英軍の機関銃とライフル銃によって粉砕された。（オムドゥルマンの戦い）
残党はハリーファ・アブドゥラヒと伴に南部スーダンへ逃亡した。追撃戦の最中、キッチナーの部隊はファショダでジャン・バプティスト・マルシャン少佐率いるフランス軍と遭遇した（ファショダ事件）。最終的に英軍はウンディワエケラット（コルドファン地域）でアブドゥラヒを捕捉して殺害し、実質的にマフディー体制を終焉させた。

## 戦後
英国は植民地体制を構築し、エジプトとの共同主権によるスーダン統治を確立した（英埃領スーダン）。これは1956年のスーダン独立まで続くことになる。

## 主要な戦闘
- エル・オベイドの戦い（英語版）
- ハルツーム包囲戦
- アブクレアの戦い
- ガラバットの戦い（英語版）
- アトバラの戦い（英語版）-1898年4月
- オムダーマンの戦い-1898年9月